# 簋

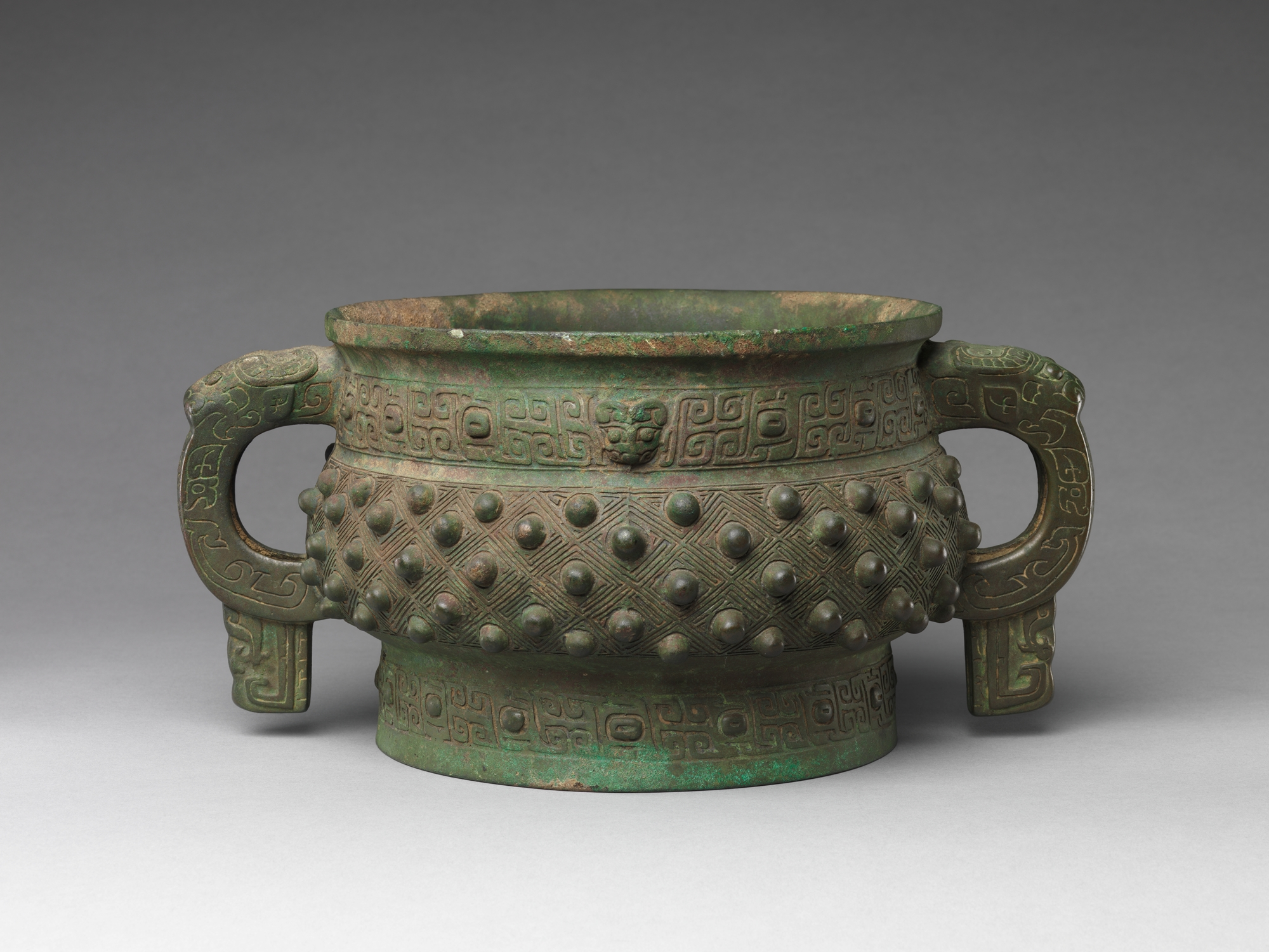
商朝青铜簋，大都会博物馆藏

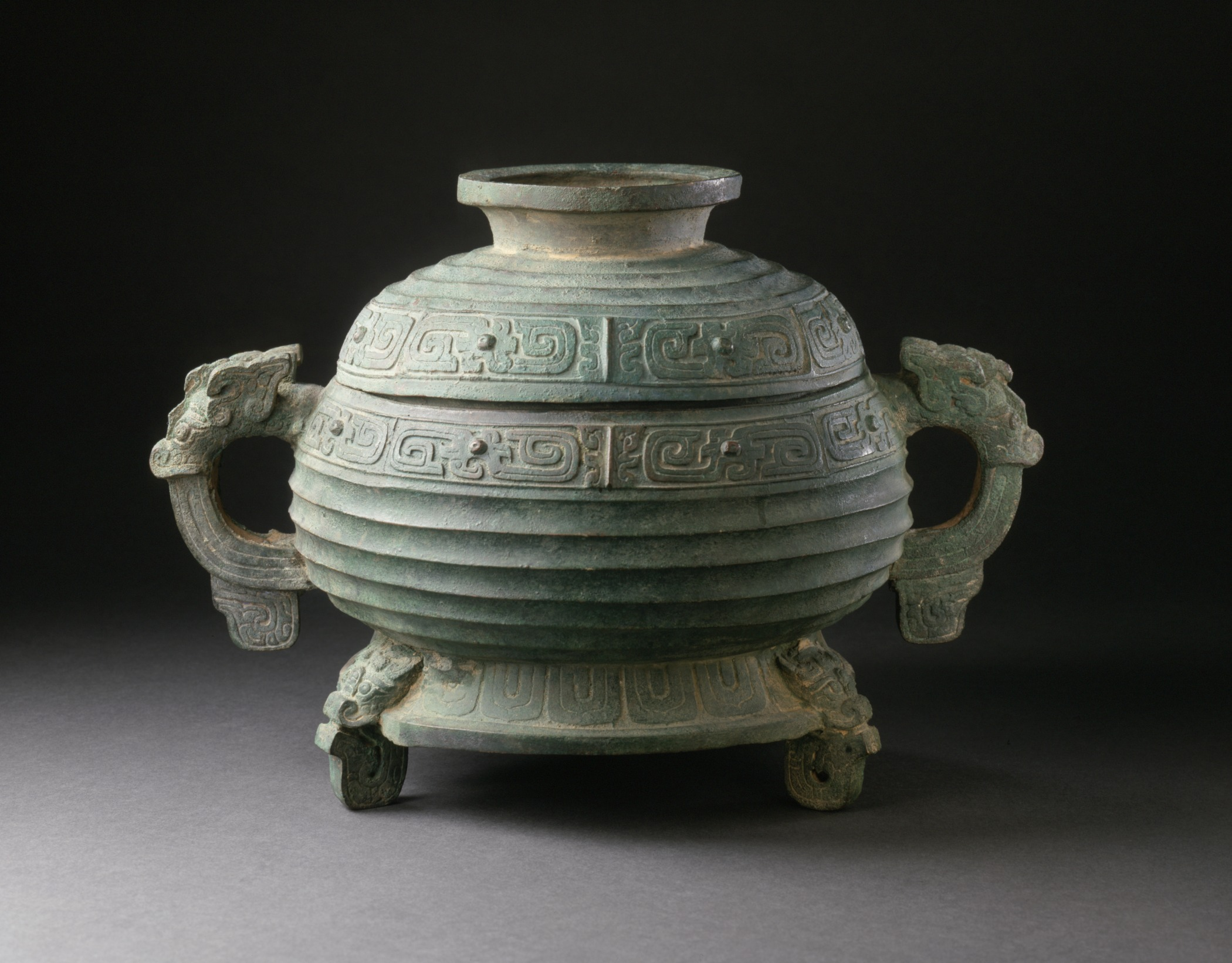
西周青铜簋，洛杉矶郡艺术博物馆藏

簋是中国商周時代的青铜食器兼礼器，用来盛放谷物饭食。器身横截面为圆形，器腹较深，有圈足。簋的形制多样，无盖或有盖，无耳、两耳或四耳，圈足下或有方座或附足。簋自商代就已经出现，一直流行到战国，是中国青铜时代数量最多、延续时间最长、最重要的粢盛器。

## 名称
青铜簋在铭文上通常自称（隶定为）。宋朝金石学家吕大临在金石学著作《考古图》中，将金文错误地释读为“敦”，将（“盨”）误释为“簋”，因而错误地称青铜簋为“敦”，称青铜盨为“簋”。清人钱玷指出是“簋”的异体字，为簋正名，但簋、盨仍不分。黄绍箕在《说》中论证自名为的青铜器即古文献中记载的簋，并指出青铜盨不属于青铜簋。这一观点被容庚进一步证实，与簋的关系遂成定论。:124
“簋”的本字在甲骨文中写作（隶定为/“㿝”），象装着食物的器物的形状。（/）象人面向食器就食；（/）象在食器面前的人，吃饱饭后转过头；（/）象两个人对着食器进食。商晚期和周代，转而通行由“㿝”和“殳”会意而成的字。之后又通行在“皀”上下分别加“竹”和“皿”的“簋”字。:124

## 功用

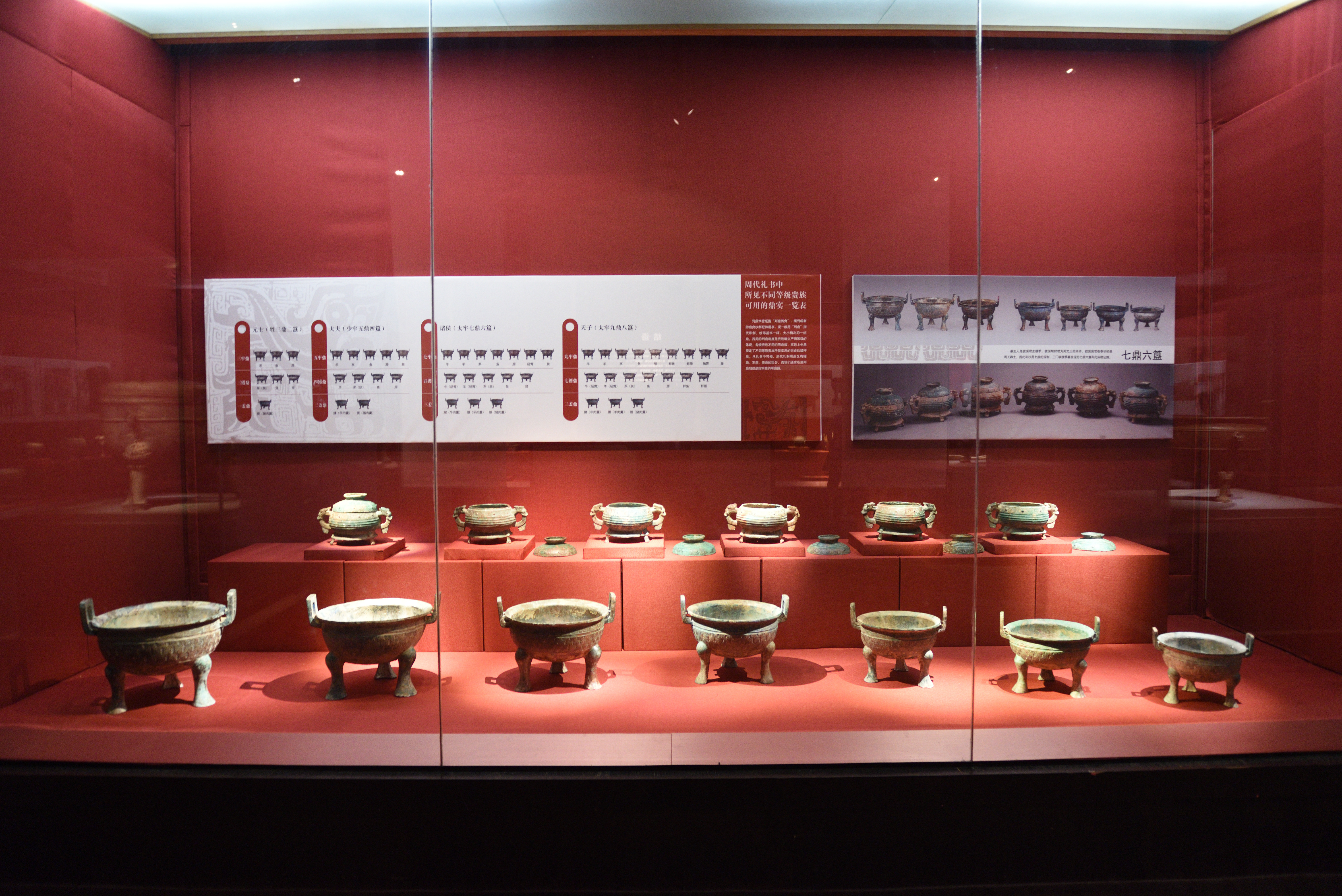
七鼎六簋，三门峡虢国墓地虢季墓出土，河南博物院藏

根据儒家典籍，簋的用途是盛放黍稷等谷物饭食。但考古发掘的一些铜簋装有兽骨，或从残留物中检测出动物蛋白。据推测，簋在早期盛放食物较为多样，有肉食、粮食、羹等，西周中期之后才单一化，专门盛放谷物饭食。:36
周人建立起了与殷商文化不同的、以炊食器为中心的器用制度，尤其是以鼎和簋为核心的列器制度。鼎和簋都用来盛放主要食物，鼎盛肉食，簋盛粮食，常常配合使用。鼎簋相配有一定的礼数要求，鼎的数量通常为奇数，簋的数量通常为偶数。一组形制、大小、纹饰相同的簋称为“列簋”。西周早期，列簋的数量不多，之后逐渐发展，到两周之际，已经占到出土铜簋的90%。:230
俞伟超根据《三礼》进行考订，认为“对正鼎而言，九鼎配八簋、七鼎配六簋、五鼎配四簋、三鼎配二簋、一鼎无簋，是周代常制”。但儒家典籍反应的主要是两周之际的理想规定，不能代表西周古礼或实际运用的情形，考古发掘中经常有不与此对应的情况。

## 形制
簋的数量繁多，形制相当多样。其器形的共同点是圆口、圆腹、有圈足，而差异主要集中在足、腹、耳的形制变化。足可以分成三类：纯圈足，圈足下接方座，圈足下附三足。腹可以分成四类：碗钵形，束颈、下腹鼓起、腹壁有起伏；盂盆形，腹壁基本平直；罐形，腹部鼓起、口沿内收、通常有盖；豆形，腹部相对较浅、圈足较高。耳主要可以分为无耳、半环耳、附耳、兽首衔环耳，此外还有贯耳、小环耳、龙耳等。通常为双耳，也可能有四耳。:25,28-29:40-41簋早期大多无盖，西周中期后多有盖，进食时可以从簋中取出食物放在仰置的盖上食用。:125
青铜簋最常见的形制是碗钵形半环耳圈足簋（下图一）和罐形半环耳附足簋（下图二），盂盆形无耳圈足簋（下图三）与碗钵形半环耳方座簋（下图四）次之。:52,54,59
- 碗钵形、双半环耳、无盖、圈足簋，大都会博物馆藏
- 罐形、双半环耳、有盖、附足簋，河南博物院藏
- 盂盆形、无耳、无盖、圈足簋，宝鸡青铜器博物院藏
- 碗钵形、双半环耳、无盖、方座簋，中国国家博物馆藏
- 盂盆形、双附耳、无盖、圈足簋，宝鸡青铜器博物院藏
- 豆形、四半环耳、有盖、方座簋，宝鸡青铜器博物院藏
- 碗钵形、双龙耳、有盖、方座簋，克利夫兰艺术博物馆藏
- 罐形、双兽首衔环耳、有盖、附足簋，大都会博物馆藏

## 历史
距今七千多年前的新石器时代，黄河和长江流域就已经在使用敞口、深腹、圈足的陶制盛食器。一些考古报告将这些陶器称为陶碗、陶盆，另一些报告则参考后世青铜簋的形制，称其为陶簋。这种盛食器就是青铜簋的前身。:17
青铜簋大致出现于商代中期至殷墟二期。西周早期是簋发展的黄金时期，数量众多，以碗钵形环耳圈足簋为主流，且出现了大量不具实用性的装饰性部件，如方座、四耳、鸟兽造型环耳、铜铃等。西周中期，簋经历小幅衰落，数量减少，风格简约质朴。进入西周晚期，簋又迎来一个发展的高峰期。由于列簋制度的出现，簋的数量大大增加，罐形环耳附足簋成为主流。到春秋战国时期，簋在中原地区已经衰微，但在周边区域仍有所保留，还出现了一些具有地方特色的形制。:227-228
在青铜粢盛器中，簋占据主导地位，出现得最早，流传时间最久，传世数量最多，在青铜礼器史上的地位也最为突出，对其他粢盛器形制的产生有深远影响。:19,80青铜簠、盨、盆、敦:80的器形都直接或间接由簋演化而来。